# Peigney
Peigney és un municipi francès situat al departament de l'Alt Marne i a la regió del Gran Est. L'any 2007 tenia 347 habitants.

## Demografia

### Població
El 2007 la població de fet de Peigney era de 347 persones. Hi havia 148 famílies de les quals 24 eren unipersonals (12 homes vivint sols i 12 dones vivint soles), 72 parelles sense fills, 48 parelles amb fills i 4 famílies monoparentals amb fills.
La població ha evolucionat segons el següent gràfic:
Habitants censats

### Habitatges
El 2007 hi havia 198 habitatges, 146 eren l'habitatge principal de la família, 45 eren segones residències i 7 estaven desocupats. 195 eren cases i 3 eren apartaments. Dels 146 habitatges principals, 130 estaven ocupats pels seus propietaris, 14 estaven llogats i ocupats pels llogaters i 2 estaven cedits a títol gratuït; 4 tenien dues cambres, 16 en tenien tres, 49 en tenien quatre i 77 en tenien cinc o més. 110 habitatges disposaven pel capbaix d'una plaça de pàrquing. A 65 habitatges hi havia un automòbil i a 74 n'hi havia dos o més.

### Piràmide de població
La piràmide de població per edats i sexe el 2009 era:
| Homes | Edats   | Dones |
| ----- | ------- | ----- |
| 0     | 95 o +  | 0     |
| 0     | 90 a 94 | 0     |
| 0     | 85 a 89 | 0     |
| 0     | 80 a 84 | 0     |
| 4     | 75 a 79 | 0     |
| 8     | 70 a 74 | 12    |
| 4     | 65 a 69 | 12    |
| 20    | 60 a 64 | 8     |
| 0     | 55 a 59 | 4     |
| 12    | 50 a 54 | 8     |
| 24    | 45 a 49 | 12    |
| 8     | 40 a 44 | 16    |
| 28    | 35 a 39 | 20    |
| 4     | 30 a 34 | 16    |
| 8     | 25 a 29 | 4     |
| 0     | 20 a 24 | 8     |
| 32    | 15 a 19 | 20    |
| 24    | 10 a 14 | 20    |
| 16    | 5 a 9   | 16    |
| 4     | 0 a 4   | 8     |

## Economia
El 2007 la població en edat de treballar era de 221 persones, 167 eren actives i 54 eren inactives. De les 167 persones actives 157 estaven ocupades (89 homes i 68 dones) i 10 estaven aturades (2 homes i 8 dones). De les 54 persones inactives 29 estaven jubilades, 9 estaven estudiant i 16 estaven classificades com a «altres inactius».

### Ingressos
El 2009 a Peigney hi havia 147 unitats fiscals que integraven 371 persones, la mediana anual d'ingressos fiscals per persona era de 20.961 €.

### Activitats econòmiques
Dels 17 establiments que hi havia el 2007, 1 era d'una empresa alimentària, 4 d'empreses de construcció, 5 d'empreses de comerç i reparació d'automòbils, 5 d'empreses d'hostatgeria i restauració, 1 d'una empresa immobiliària i 1 d'una empresa classificada com a «altres activitats de serveis».
Dels 7 establiments de servei als particulars que hi havia el 2009, 1 era una fusteria, 3 lampisteries, 1 perruqueria i 2 restaurants.
Dels 4 establiments comercials que hi havia el 2009, 2 eren fleques i 2 botigues de material esportiu.
L'any 2000 a Peigney hi havia 4 explotacions agrícoles.

## Poblacions més properes
El següent diagrama mostra les poblacions més properes.